# 아마이아 살라망카
아마이아 살라망카(Amaia Salamanca, 1986년 3월 28일 ~ )는 스페인의 배우이다.

## 출연 작품
- 아무튼, 우리 (2019)
- 아워 러버스 (2016)
- 그랜드 호텔 시즌2 (2012)